# Malin Nord
Malin Nord, född 27 april 1973 i Östersund, är en svensk författare och journalist. Hon romandebuterade i mars 2012 med Stilla havet, vilken gavs ut av Albert Bonniers Förlag.
2017 tilldelades Malin Nord Studieförbundet Vuxenskolans författarpris och Samfundet De Nios Julpris. Juryn hyllade den klara prosan i Barmark. Nord fick också Länstidningens Kulturpris 2021.
2021 var Nord tillsammans med Patricia Fjellgren redaktör för antologin Inifrån Sápmi: vittnesmål från stulet land som kom ut på Verbal förlag.